# Dorochowo (stacja kolejowa)
Dorochowo (ros. Дорохово) – stacja kolejowa w miejscowości Dorochowo, w rejonie ruzskim, w obwodzie moskiewskim, w Rosji. Położona jest na linii Moskwa – Mińsk – Brześć.

## Historia
Stacja powstała w XIX w. na drodze żelaznej moskiewsko-brzeskiej, pomiędzy stacjami Tuczkowo i Możajsk. Początkowo nosiła nazwę Szełkowka (ros. Шелковка).

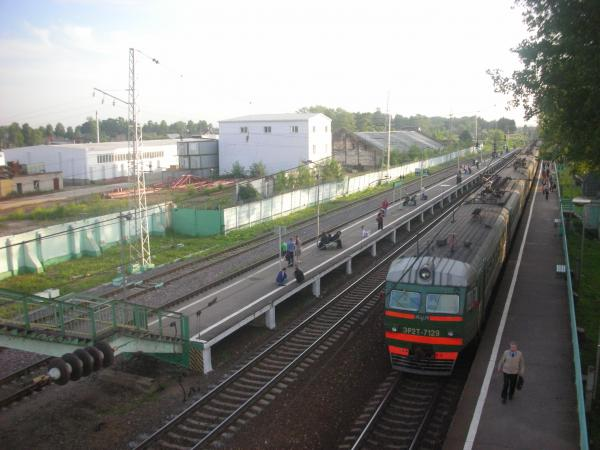
Perony, widok w stronę Wiaźmy